# Brasserie de la Valentine
La brasserie de la Valentine, anciennement brasserie du Phénix, est une brasserie française installée à Marseille, dans le département des Bouches-du-Rhône en région Provence-Alpes-Côte d'Azur. Elle est située dans le quartier de la Valentine, dans l'est de la ville.
Unique grande brasserie du sud de la France, elle appartient aujourd'hui au groupe Heineken.

## Présentation
La brasserie de la Valentine est présente à Marseille depuis 1821. Elle alimente la majeure partie du sud de la France et des marques internationales comme Heineken ou Amstel y sont brassées. Le site consacre 70 % de sa capacité de production à la bière Heineken, le reste étant consacré à la production d’autres marques de bière et de panaché. En 2012, elle emploie 125 personnes et a brassé 1,1 million d'hectolitres pour 32 références. Sa capacité de production est de 103 000 bouteilles par heure.

## Histoire
La brasserie est née en 1821 au centre de Marseille dans le quartier de la Valentine, à la suite de la reprise d’une ancienne brasserie en faillite. La brasserie actuelle est construite en 1872. 

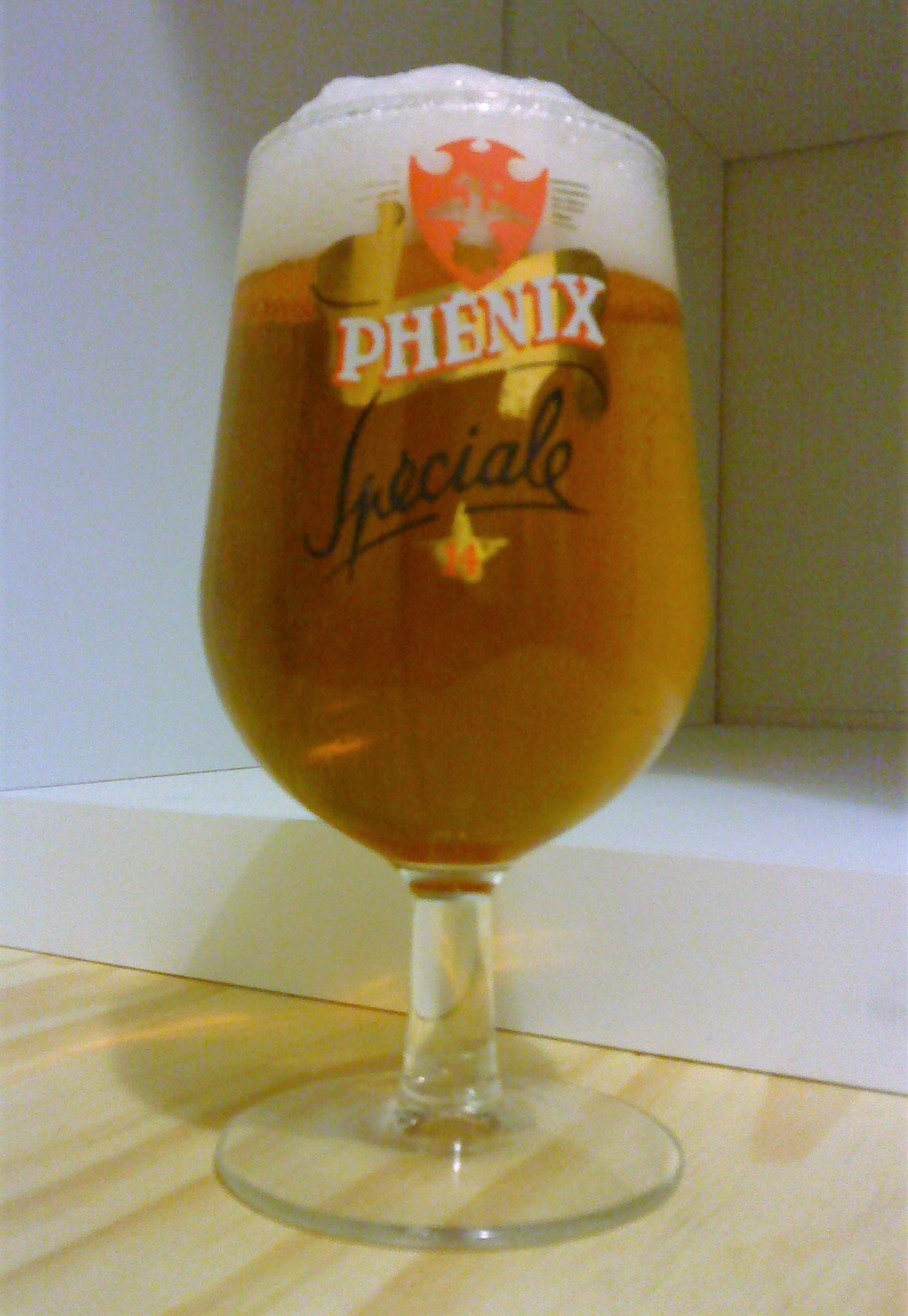
Verre de bière Phénix

En 1881, elle prend le nom de brasserie malterie moderne de la Valentine, puis en 1886 elle devient la S.A. brasserie et Malterie du Phénix. Ce fabuleux oiseau de la mythologie égyptienne est toujours présent à l'entrée du bâtiment administratif et de la salle de brassage, mais la bière Phénix n'est plus produite de nos jours.
En 1960, 500 000 hectolitres de bière sont produits.
En 1969, la brasserie se joint à l’« Union de Brasseries », avec diverses brasseries françaises, et brasse pour la première fois la bière 33 Export, bière des colonies alors très populaire.
En 1979, Panach’, premier panaché en bouteille du marché, est créé.
En 1988, la brasserie entre dans le groupe Heineken, à la suite du rachat par le brasseur néerlandais de la « Française de Brasserie », dont faisait partie la brasserie de la Valentine.
Entre 1988 et 1996, Heineken investit plus de 80 millions d’euros dans la brasserie, afin d’en faire un site vaste et moderne à même de faire face à la croissance du marché.
Entre 1995 et 1997, la Brasserie de la Valentine commence la production de la bière Amstel, du Monaco de Panach’, et finalement de la bière Heineken qui représente aujourd'hui 70 % de sa production.
En 2016, le groupe Heineken sort une nouvelle référence de bière produite localement appelée la phénicienne, en hommage à l'ancienne marque Phénix.

## Quelques bières produites
- Heineken ;
- Pelforth Blonde ;
- Amstel ;
- 33 Export ;
- Cruzcampo ;
- Edelweiss ;
- Foster's ;
- George Killian's ;
- Panach’.

## Sport
Le Club Athlétique du Phénix, fondé par la brasserie existe toujours aujourd'hui et reste implanté dans le quartier de la Valentine. Bien que n'ayant jamais dépassé les divisions régionales, il s'agit du plus vieux club marseillais affilié à la FFF toujours en activité, avant même l'Olympique de Marseille.